# Condado de Jefferson (Misuri)
El condado de Jefferson (en inglés: Jefferson County), fundado en 1834, es uno de 114 condados del estado estadounidense de Misuri. En el año 2008, el condado tenía una población de 217,679 habitantes y una densidad poblacional de 127.8 personas por km². La sede del condado es Hillsboro. El condado recibe su nombre en honor al Presidente Thomas Jefferson. El condado de Jefferson forma parte del Gran San Luis.

## Geografía
Según la Oficina del Censo, el condado tiene un área total de 1720 km² (664,1 mi²), de la cual 1702 km² (657,1 mi²) es tierra y 18 km² (6,9 mi²) (1.10%) es agua.

### Condados adyacentes
- Condado de San Luis (norte)
- Condado de Monroe (este)
- Condado de Sainte Geneviève (sureste)
- Condado de Saint François (sur)
- Condado de Washington (suroeste)
- Condado de Franklin (oeste)

## Demografía
Según la Oficina del Censo en 2000, los ingresos medios por hogar en el condado eran de $60,636, y los ingresos medios por familia eran $66,697. Los hombres tenían unos ingresos medios de $37,822 frente a los $25,440 para las mujeres. La renta per cápita para el condado era de $25,058. Alrededor del 6.80% de la población estaban por debajo del umbral de pobreza.

## Transporte

### Carreteras principales
- Interestatal 55
- U.S. Route 61
- U.S. Route 67
- Ruta de Misuri 21
- Ruta de Misuri 30

## Localidades
| - Arnold † - Barnhart - Byrnes Mill † - Cedar Hill - Cedar Hill Lakes † - Crystal City † | - Danby - Dittmer - De Soto † - Fenton † - Festus † - Fletcher - Grubville | - Herculaneum † - Hematite - High Ridge - Hillsboro † - Horine - House Springs | - Imperial - Kimmswick † - Liguori - Mapaville - Morse Mill - Murphy | - Olympian Village † - Parkdale † - Pevely † - Scotsdale † - Sulphur Springs - Valles Mines |

† incorporada

### Municipios
- Municipio de Arnold
- Municipio de Big River